# Sambuca (instrument)

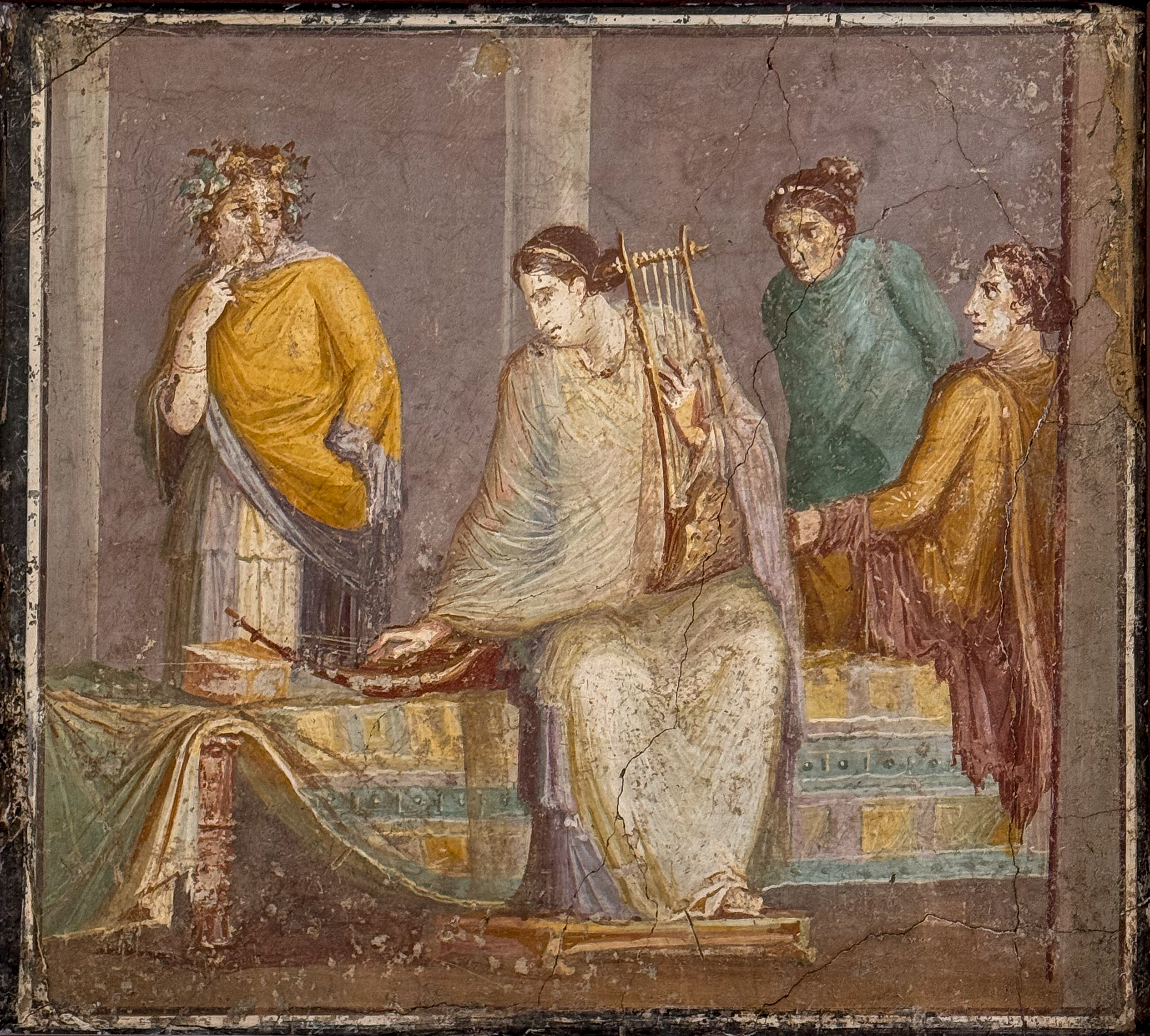
Romeins muzikante met kithara (rechts) en sambuca (links)

De sambuca (Latijn, van Grieks Σαμβύκη, sambyke) was een snaarinstrument uit de Griekse oudheid. 

## Oorsprong
Mogelijk hebben de Grieken het instrument afgeleid van een Fenicische harp. De Romeinen namen de sambuca weer over van de Grieken. Volgens Griekse sagen werd de sambuca uitgevonden door Ibycus, maar volgens Athenaeus van Naucratis werd het instrument reeds gebruikt door de Parthen, Assyriërs en Troglodieten.

## Beschrijving
De sambuca was driehoekig van vorm met een bootvormige klankkast en had vier korte snaren en een hoog register. Het instrument werd voornamelijk door vrouwen bespeeld, die sambucistriae werden genoemd. De sambuca werd vaak samen met de trigono gebruikt, een driehoekig metalen slaginstrument, mogelijk een soort triangel.
De sambuca lijkt veel op de adungu, een tokkelinstrument dat heden ten dage nog bespeeld wordt door de Alur in Oeganda. Een op Griekse en Romeinse schepen gebruikt belegeringswapen werd ook sambuca genoemd, omdat deze een soortgelijke vorm had.